# Malo Crszko
Malo Crszko (macedónul: Мало Црско) település Észak-Macedóniában, a Délnyugati körzet Kicsevói járásában, 2013-ig a Drugovói járás része volt, ami teljes egészében beolvadt a Kicsevói járásba.

## Népesség
| Lakosok száma | 292  | 234  | 122  | 40   | 22   | 3    | 5    | 1    | 6    |
|               | 1948 | 1953 | 1961 | 1971 | 1981 | 1991 | 1994 | 2002 | 2021 |

2002-ben 1 macedón lakosa volt.